# Scilla dimartinoi
Scilla dimartinoi är en sparrisväxtart som beskrevs av Salvatore Brullo och Pietro Pavone. Scilla dimartinoi ingår i släktet blåstjärnesläktet, och familjen sparrisväxter. Inga underarter finns listade i Catalogue of Life.